# Міжетнічні заворушення в Росії (2010)
Міжетнічні заворушення в Росії 2010 року — серія вуличних зіткнень між корінним населенням ряду міст Центральної Росії та вихідцями з кавказьких республік Росії.
Безпосереднім приводом для заворушень послужила млява реакція правоохоронних органів на вбивство в Москві футбольного вболівальника Єгора Свірідова, що сталося 6 грудня 2010 року під час бійки між фанатами ФК «Спартак Москва» та групою вихідців з Північного Кавказу. Реакція правоохоронних органів була сприйнята як потурання вбивцям.
Єгор Свірідов був вбитий серією пострілів з травматичного пістолета вихідцем з Кабардино-Балкарії Асланом Черкесовим. При цьому також був пораненний співвболівальник Єгора Свірідова — Дмитро Філатов. В результаті слідчих дій Аслан Черкесов та його прибічники були затримані, але більшість затриманих в подальшому були відпущені.

### Хроніка подій
7 грудня — на наступний після вбивства Єгора Свірідова день — футбольні фанати числом близько 1000 чоловік пройшли маршем по Ленінградському проспекту Москви.
11 грудня відбувся марш памя'ті Єгора Свірідова — близько 5000 фанатів «Спартака» пройшли маршем до місця загибелі Єгора Свірідова. Фанатів «Спартака» підтримали байкери та фанати інших футбольних клубів Москви. О 15:00 фанати та їх прибічники числом близько 7000 чоловік вигукуючи націоналістичні гасла перейшли на Манежну площу, де відбулись масові заворушення та сутички з людьми неслав'янської зовнішності та правоохоронцями. При цьому близько 35 чоловік отримали поранення.
На 15 грудня за попередньою домовленістю (в тому числі — через соціальні мережі Інтернет) в Москві було заплановано акцію представників Північного Кавказу. У зв'язку з цим в місця їх концентрації і насамперед на вокзали були стягнуті додаткові сили міліції та відбулись масові затримання молодих людей кавказької зовнішності. Всього було затримано близько 1200 чоловік. Тим не менше в Москві відбулись кілька локальних сутичок кавказців з московськими фанатами та міліцією.

### Версія про акцію представників Північного Кавказу як провокацію влади
З приводу акції представників Північного Кавказу висувались припущення, що вона була провокацією, спланованою силовими структурами Москви з метою демонстрації своєї сили та активної позиції у відстоюванні прав корінного населення. На користь версії провокації також вказує те, що один з активних молодиків — студент Левон Арзуманян — був помічений в одному з таборів протидіючих сторін та в близькому оточенні керівництва московських міліціянтів.

### Події в інших містах РФ
В період з 7-го по 18-те грудня акції протесту та на захист російського населення різної потужності також відбулись в Санкт-Петербурзі, Воронежі, Ярославлі, Калінінграді, Калузі, Новосибірську, Самарі, Волгограді, Пензі, Липецьку, Астрахані, Ростові-на-Дону, Кірові, Іжевську, Саратові, Мурманську, Володимирі, Нижньому Новгороді.

### Реакція влади
З приводу подій 27 грудня Президент РФ Дмитро Медвєдєв заявив:
рос. «Мы здесь не уникальны, аналогичная ситуация происходит во многих экономически развитых и относительно благополучных регионах мира, и надо признаться откровенно, эти изменения происходят подчас весьма болезненно. Возникают конфликты на межнациональной почве. Обострению этих конфликтов способствуют политические экстремисты, ну и просто обычные уголовники. Но для России межнациональные конфликты смертельно опасны, где бы они ни происходили — на Кавказе, в Поволжье, в Сибири или в Москве. Они подрывают основы нашего общества!»
Голова Кавказького правового центру при Російському конгресі народів Кавказу Шаміль Османов відзначив:
рос. Не надо бегать по подворотням с ножами за скинхедами, пусть ими занимается милиция. Я говорю молодёжи: у вас другие задачи, вы приехали сюда учиться и работать. А по законам шариата можете иметь четырёх жён. Так что женитесь, заводите детей и работайте честно. Тогда не только Москва, вся Россия будет наша.